# 青年の樹 (1977年の映画)
『青年の樹』（せいねんのき）は、1977年（昭和52年）4月29日に公開された日本の青春映画。製作は東宝映画。配給は東宝。カラー。

## 概要
週刊明星1959年（昭和34年）7月号 - 1960年（昭和35年）5月号にて連載された、石原慎太郎による同名小説を原作とした2度目の映画化であり、前回の映画『青年の樹』では主人公を石原裕次郎が演じた。また1961年にはTBSがテレビドラマ化、勝呂誉が主演した。本作では三浦友和が演じる。
大学入学をきっかけに、青年が人生の痛みを知りながらも、熱い正義感を持ち成長していく様を恋愛やスポーツ、友情を通して描く。
なお、前作の主人公はヤクザの組長の息子（和久武馬）という設定であったが、本作で和久の名は宏に変更され、新たな主人公（坂木武馬）の学友といった位置付けになっている。

## あらすじ
がむしゃらな性格で正義感の強い青年である坂木武馬は、東大の入学式に向かう途中チンピラと喧嘩をして、ぼろぼろの服のまま入学式の記念撮影におさまった。
奇妙な大学デビューをはたした武馬のクラスには、汚職の舞台となった料亭・川北の女将の娘で、素晴らしい美貌を持つ山形明子、ヤクザの組長であった父が殺され、跡目の問題で悩んでいた和久宏、武馬が高校時代にラグビーのライバルであった杉達也などがいた。
武馬は持ち前の負けん気と正義感で、困っている仲間たちを助けるために奮闘するが、疑獄事件やヤクザの抗争を発端とした悲劇を目の当たりにしながら、ふたたびラグビーに打ち込み、若いエネルギーを燃やす。

## キャスト
- 坂木武馬：三浦友和
- 山形明子：檀ふみ
- 山形えい子：幾野道子
- 和久宏：矢吹二朗
- 雪葉：若原瞳
- 杉達也：保積春大
- 紫雨：月丘夢路
- 森：伊藤敏孝
- 竹島：大門正明
- 坂木達之助：船越英二
- 杉栄二郎：内田朝雄
- 会計士：佐原健二
- 川内：佐藤蛾次郎
- 水島宏美：ナンシー美紀
- 繁岡助教授：草野大悟
- 戸田：大島大
- マネージャー：浅見小四郎
- 柴田：沢田勝美

## スタッフ
- 製作：安武龍
- 監督：西村潔
- 原作：石原慎太郎
- 脚本：大和屋竺
- 撮影：市原康至
- 美術：竹中和雄
- 録音：増尾鼎
- 照明：山口虎男
- 編集：黒岩義民
- 助監督：今村一平
- 製作担当者：森知貴秀
- 音楽：佐藤允彦

## 同時上映
『若い人』
- 原作：石坂洋次郎／脚本：長野洋／監督：河崎義祐／主演：桜田淳子／東京映画・サンミュージック提携作品